# 라이사
라이사(Raisa, 1990년 6월 6일 ~ )는 인도네시아의 싱어송라이터, 배우이다.

## 음반 목록
- Raisa (2011)
- Heart to Heart (2013)
- Handmade (2016)